# روبرت بي. لايتون
روبرت بي. لايتون (بالإنجليزية: Robert B. Leighton)‏ هو فيزيائي وعالم فلك أمريكي، ولد في 10 سبتمبر 1919 في ديترويت في الولايات المتحدة، وتوفي في 9 مارس 1997 في باسادينا في الولايات المتحدة.

## وصلات خارجية
- روبرت بي. لايتون على موقع الموسوعة البريطانية (الإنجليزية)
- روبرت بي. لايتون على موقع إن إن دي بي (الإنجليزية)